# جاسم محمد الزياب
جاسم محمد الزياب (بالإنجليزية: Jasem al-Deyab) هو لاعب كرة يد كويتي، شارك في الألعاب الأولمبية الصيفية 1980.
شارك عام 1980 في الألعاب الأولمبية الصيفية بموسكو، وخاض مع المنتخب الكويتي جميع مباريات البطولة. أحرز خلالها ثلاثة أهداف، لكن المنتخب الكويتي أنهى المنافسات في المركز الثاني عشر (الأخير) بعد خسارته في جميع مبارياته.